# Citering ud af kontekst
 Der er for få eller ingen kildehenvisninger i denne artikel, hvilket er et problem. Du kan hjælpe ved at angive troværdige kilder til de påstande, som fremføres i artiklen.

Kontekstomi er en uformel fejlslutning og en form for falsk tilskrivning[kilde mangler] i hvilken en tekstpassage eller et citat bruges løsrevet fra den oprindelige sammenhæng, på en måde der ændrer den oprindelige betydning. Kontekstomier kan være enten bevidste eller ubevidste hvis nogen misforstår betydningen og udelukker noget essentielt for at afklare det, fordi de tror det ikke er vigtigt.
Argumenter baseret på denne fejlslutning ses typisk i to former:
1. Som stråmandsargument, der involverer at citerer en modstander ude af kontekst, for på denne måde at misrepræsentere deres holdning (typisk for at få det til at se mere simpelt eller ekstremt ud) for at gøre det nemmere at tilbagevise. Dette er normalt i politik.
2. Som et autorisationsargument, der involverer at citerer en autoritet på et emne ude af kontekst, for at misrepræsentere denne autoritet som en støtte til en bestemt holdning.[2]